# František Matoušek (bezpartijní politik)
František Matoušek byl český a československý politik a poúnorový bezpartijní poslanec Národního shromáždění ČSR.

## Biografie
Ve volbách roku 1954 byl zvolen do Národního shromáždění ve volebním obvodu Kyjov jako bezpartijní poslanec. V Národním shromáždění zasedal do konce jeho funkčního období, tedy do voleb v roce 1960. K roku 1954 se profesně uvádí jako člen MNV a člen představenstva JZD v obci Koryčany.